# Comité National Olympique et Sportif Sénégalais
Das Comité National Olympique et Sportif Sénégalais ist das Nationale Olympische Komitee Senegals und der Verband der senegalesischen Sportverbände. Sie gehört der Vereinigung der Nationalen Olympischen Komitees Afrikas an und ihr Präsident ist Mamadou Diagna N'Diaye.

## Geschichte
Das Komitee wurde 1961 gegründet und 1963 vom Internationalen Olympischen Komitee anerkannt.